# Montarcher
Montarcher là một xã trong tỉnh Loire miền trung nước Pháp.